# 실스 스타디움
실스 스타디움(Seals Stadium)은 미국 캘리포니아주 샌프란시스코에 위치한 야구장이다. 1958년부터 1959년까지 MLB 샌프란시스코 자이언츠의 홈구장으로 사용하였다.